# Эску
Эску́ (фр. Escou) — коммуна во Франции, находится в регионе Аквитания. Департамент — Атлантические Пиренеи. Входит в состав кантона Олорон-Сент-Мари-2. Округ коммуны — Олорон-Сент-Мари.
Код INSEE коммуны — 64207.

## География
Коммуна расположена приблизительно в 670 км к югу от Парижа, в 185 км южнее Бордо, в 19 км к юго-западу от По.

### Климат
Климат тёплый океанический. Зима мягкая, средняя температура января — от +5°С до +13°С, температуры ниже −10 °C бывают редко. Снег выпадает около 15 дней в году с ноября по апрель. Максимальная температура летом порядка 20-30 °C, выше 35 °C бывает очень редко. Количество осадков высокое, порядка 1100 мм в год. Характерна безветренная погода, сильные ветры очень редки.

## Население
Население коммуны на 2010 год составляло 377 человек.
| 1962 | 1968 | 1975 | 1982 | 1990 | 1999 | 2010 |
| ---- | ---- | ---- | ---- | ---- | ---- | ---- |
| 285  | 273  | 232  | 273  | 318  | 318  | 377  |

## Администрация
| Период | Период | Фамилия     | Партия | Примечания |
| ------ | ------ | ----------- | ------ | ---------- |
| 1971   | 2020   | Жан Казабон |        |            |

## Экономика
В 2010 году среди 247 человек трудоспособного возраста (15-64 лет) 188 были экономически активными, 59 — неактивными (показатель активности — 76,1 %, в 1999 году было 76,0 %). Из 188 активных жителей работали 169 человек (88 мужчин и 81 женщина), безработных было 19 (10 мужчин и 9 женщин). Среди 59 неактивных 20 человек были учениками или студентами, 29 — пенсионерами, 10 были неактивными по другим причинам.

## Достопримечательности
- Церковь Св. Петра (XVII век)[4]

## Фотогалерея
- Вид на Пиренеи
- Въезд в Эску